# アルカエオグロブス属
アルカエオグロブス属（Archaeoglobus、アーキオグロバス属）は熱水噴出孔や油田鉱床などに生息する好熱、中性、偏性嫌気性の古細菌の一属。
主に嫌気条件で硫酸塩を還元（硫酸塩呼吸）する硫酸還元菌の一種であるが、本属は古細菌に属しており、古典的な硫酸還元菌（デルタプロテオバクテリア綱、サーモデスルフォバクテリア門、ニトロスピラ門などの真正細菌）の系統には属していない。メタン菌の系統に近接しており、極めて微弱ながらメタン生成能も備えている。

## 性質
形態は幅0.3-1μm程度の不定形の球菌、糖タンパク質より成る細胞壁（S層）を持つ。様々な環境ストレスによりバイオフィルムを形成する性質がある。
偏性嫌気性であり、分離源は原油中や熱水噴出孔からが多い。75-85°C、pH5-7付近でよく増殖する。多様な有機物を硫酸呼吸により代謝し従属栄養的に増殖するほか、水素を基質として化学合成独立栄養的にも増殖が可能。代謝の結果として硫化水素や硫化鉄を生産するため、原油関連施設でパイプの腐食や毒ガスによる被害、原油の劣化などを引き起こすことがある。

## 分類
A. fulgidus A. フルギドゥス
基準種。1988年に北海油田より発見されたが、沿岸の熱水噴出域にも生息する。生育範囲は60-95℃（至適生育温度は83℃）、pHは5.5-7.5（同pH6.5）。水素/二酸化炭素+硫酸塩で独立栄養的に増殖する。増殖に1-3.5%（同1.5%）の低濃度のNaClを要求する。0.6μm程のやや不定形な球菌で、1極の鞭毛を持つ。1997年に全ゲノムが解読され（DSM 4304株）、ゲノムサイズ217万8400塩基対、ORF2420と推定された。
A. infectus A. infectus
水曜海山海底熱水系から分離されたもの。酢酸を基質として従属栄養的に増殖する。至適増殖温度は70℃と、この属ではやや低い。
A. lithotrophicus A. リトトロピクス
石油鉱床中に生息。硫酸を還元。80℃付近でよく増殖。
A. profundus A. プロフンドゥス
深海の熱水鉱床中に生息。有機物を基質として、硫酸の他に亜硫酸、チオ硫酸などを還元して従属栄養的に増殖する。鞭毛は無い。生育範囲は65-90℃、82℃でよく増殖。
A. veneficus A. ウェネフィクス
深海の熱水鉱床中に生息。水素/二酸化炭素+チオ硫酸(または硫酸塩)などを還元して独立栄養的に増殖する。菌形は不定形球菌。生育温度は65-85℃（至適75-80℃）。生育pHは6.5-8.0（至適pH7.0）とこの属ではやや高い。

## 文献
学術論文
- Klenk HP, et al. (1997). “The complete genome sequence of the hyperthermophilic, sulphate-reducing archaeon Archaeoglobus fulgidus”. Nature 390:  364-370.

- Stetter, KO (1988). “Archaeoglobus fulgidus gen. nov., sp. nov. a new taxon of extremely thermophilic Archaebacteria”. Syst. Appl. Microbiol. 10:  172–173.

外部リンク
- NCBI webpage on Archaeoglobus. “NCBI taxonomy resources”.  National Center for Biotechnology Information. 2007年12月4日閲覧。より.